# Barsy Géza
Barsy Géza névvariás: Barsi Géza (? –) magyar színész.

## Életpályája
„A színészi pályát 1967-ben kezdtem a Déryné Színháznál, majd közel egy évtizedet Győrben töltöttem, a Kisfaludy Színházban. Kicsi és nagy szerepekben egyaránt fölléptem, az operettől a tragédiáig minden műfajban…”

1967-től színészként az Állami Déryné Színház társulatával járta az országot. 1971-től a győri Kisfaludy Színházhoz szerződött. 1979-től egy-egy évadot Békéscsabán, a Békés Megyei Jókai Színháznál, és Budapesten, a Józsefvárosi Színházban a Népszínháznál töltött. 1981-től alapító tagja volt a nyíregyházi Móricz Zsigmond Színház állandó társulatának. Az iskolákban, színésztársaival rendhagyó irodalomórákat tartott. Színészi munkája mellett rendezéssel is foglalkozott. 1983-tól megszakította színészi pályáját.

## Fontosabb színházi szerepei
- Plautus: A bögre... Anthrax
- Benjamin Jonson: A hallgatag hölgy... Ambivalentia, a hallgatag hölgynek hitt nemesúrfi
- William Shakespeare: Romeo és Júlia... Gergely, a Capulet ház szolgálója
- Molière: Úrhatnám polgár... Cléonte
- Lope de Vega: A kertész kutyája... Furio
- Harriet Beecher Stowe: Tamás bátya kunyhója... Sambo, néger felügyelő
- Bertolt Brecht: Koldusopera... Fűrész Róbert
- Arthur Miller: Pillantás a hídról... Rodolpho
- Jean-Paul Sartre: Temetetlen holtak... Corbier
- George Bernard Shaw: Warrenné mestersége... Frank
- Jaroslav Hašek: Svejk... Artista
- Níkosz Kazandzákisz ― Joseph Stein – John Kander – Fred Ebb: Zorba... Mimiko, Madame Hortense szolgája
- Jevgenyij Lvovics Svarc: A sárkány... Első takács
- Jevgenyij Lvovics Svarc: A kör négyszögesítése... Jemeljan
- Emil Braginszkij – Eldar Alekszandrovics Rjazanov: Ma éjjel megnősülök... Misa, Péter másik barátja
- Vlagyimir Vlagyimirovics Scserbacsov: Dohányon vett kapitány... Lugin, bojár fiú
- Alfonso Paso: Ön is lehet gyilkos... Fernandez
- Rudi Strahl: Ádám és Éva most és mindig... szereplő
- Joachim Brehmer: Az a lány... Reini, brigádtag
- Vörösmarty Mihály: Salamon... Józsa lovag
- Jókai Mór: Az aranyember... Krisztyán Tódor
- Gárdonyi Géza: Ida regénye... Londiner
- Móricz Zsigmond: Úri muri... Borbély; Jaszom, közhuszár
- Felkai Ferenc: Győri sasfiók... Karcsi, szerkesztőségi szolga
- Sánta Ferenc : Húsz óra... Kisbéni
- Szakonyi Károly: Adáshiba... Imrus
- Müller Péter: Búcsúelőadás... Ciano
- Galgóczi Erzsébet: Kinek a törvénye?... Vince, sofőr
- Gergely Sándor: Vitézek és hősök... Tímár János
- Hubay Miklós – Ránki György – Vas István: Egy szerelem három éjszakája... Katonaszökevény
- Ábrahám Pál: Hawaii rózsája... Sunny, tengerésztiszt
- Jacobi Viktor: Sybill... Futár
- Johann Strauss: Mesél a bécsi erdő... Sáni, pékinas
- Leo Fall: Pompadour... A hadnagy
- Kacsóh Pongrác: János vitéz... Huszár
- Berté Henrik: Három a kislány... Karmester
- Carl Millöcker: Koldusdiák... Piffke, börtönőr
- Carlo Collodi: Pinokkió... Szivar
- Mark Twain: Koldus és királyfi... Hugó
- Vladislav Vančura – Stier Ferenc: Szőrmók Maci... Dániel
- Tamási Áron: Búbos vitéz... Róka, miniszter
- Kolin Péter: Unalmia... Balambér királyfi
- Kolin Péter: Hampip, Csiró és a többiek... szereplő

## Filmek tv
- A kedves szomszéd (1979)
- Búbos vitéz (színházi előadás tv-felvétele, 1983)

## Rendezéseiből
1966 és 1978 között (Ascher Oszkár Színház):
- Gálaműsor a magyar irodalom legszebb verseiből
- Jean-Paul Sartre: A legyek  (részletek)
- Aldo Nicolaj: Rend a lelke mindennek
- Luigi Pirandello: A férfi, aki virágot hord a szájában
- Hubay Miklós: Fiatal nők kékben és pirosban
- Hubay Miklós: Az igazságra szomjazók játékai

## Önálló est
- Nyílt szó, födetlen arc (Nagy Mártával közösen)